# Трофео Польенса 2025
22-й выпуск  Трофео Польенса — шоссейной однодневной велогонки по дорогам Испании. Гонка началась 1 февраля 2025 года в рамках Европейского тура UCI 2025 (категория 1.1) и 34 Вуэльты Майорки, но была прервана на дистанции в 25 километров от старта из-за неблагоприятных метеоусловий.

## Участники
На участие в гонке заявлено участие 25 команд: 8 команд категории UCI WorldTeam, 12 ProTeam и 5 континентальных.
| UCI WorldTeams (8)- Intermarché-Wanty - UAE Team Emirates XRG - Red Bull-BORA-hansgrohe - XDS Astana Team - Movistar Team - Cofidis - Arkéa-B&B Hotels - EF Education-EasyPost UCI ProTeams (12)- Burgos-Burpellet-BH - Euskaltel-Euskadi - Equipo Kern Pharma - Tudor Pro Cycling Team - Caja Rural-Seguros RGA - Lotto - Q36.5 Pro Cycling Team - Team Flanders-Baloise - Team TotalEnergies - Unibet Tietema Rockets - Uno-X Mobility - VF Group-Bardiani CSF-Faizanè UCI Continental Teams (5)- Project Echelon Racing - XSpeed United - Anicolor/Tien 21 - Illes Balears Arabay - Petrolike |
| |

## Маршрут
В этом году Трофео Польенса станет самым сложным этапом из всех гонок Вуэльты Майорки 2025. Общая высота маршрута составит более 3000 метров. Среди множества подъёмов гонщики преодолеют Coll de Puig Major — на этот раз с самого крутого склона, который находится в 48 километрах от финиша. А на последних 3400 метрах их ждёт Mirador d’Es Colomer — это место, где может решиться судьба победы.

## Ход гонки
Генеральный директор организации объяснил, что произошло в тот день: «Мы стартовали из Андрача, и на пути произошло несколько падений. На 23-м километре председатель технического жюри получил сообщение от трёх гонщиков, представляющих CPA в этой гонке, о том, что дорога стала опасной, и они решили остановиться. Это было их решение, а не решение организации». Гонщики, составлявшие пелотон, замедлили движение практически сразу после старта, и после нескольких минут серьёзных сомнений было окончательно решено остановить гонку. Планировалось, что решающую роль в гонке сыграет подъём на Пуиг-Майор, высотой около 800 метров, где за ночь выпал снег на высоте более 1100 метров. Однако пелотон так и не достиг этой символической точки испытания.